# Johann Ludwig Meyer
Johann Ludwig Meyer-Zschokke (* 25. September 1858 in St. Georgen, Kanton St. Gallen; † 4. Juli 1935 in Aarau) war ein Schweizer Architekt.

## Leben und Werk
Johann Ludwig Meyer stammte aus einer alten Zürcher Familie, die während Generationen regen Anteil an bildender Kunst und Geschichte genommen hatte. Meyer studierte Architektur in München, Zürich und Wien. 1881 kam er als Assistent des Direktors an das Industrie- und Gewerbemuseum in St. Gallen. Meyer wurde 1886 zur Leitung und Reorganisation der Handwerkerschule nach Aarau berufen, das spätere Aargauische Gewerbemuseum, deren erster Direktor er war. Dieses wurde von Karl Moser geplant und 1895 bezogen.
Meyer gründete 1894 den Handwerkerverein Aarau und war zudem Inspektor der aargauischen Handwerkerschulen; als solcher war er später auch für den Kanton Zürich und den Kanton Glarus zuständig. Dank seiner Initiative wurden weitere Handwerkerschulen in der Schweiz eröffnet.
In Baden präsidierte Meyer 1925 die kantonale Gewerbeausstellung und erhielt für seine Verdienste vom Schweizerischen Gewerbeverband die Ehrenmitgliedschaft.